# Via ferrata Costantini

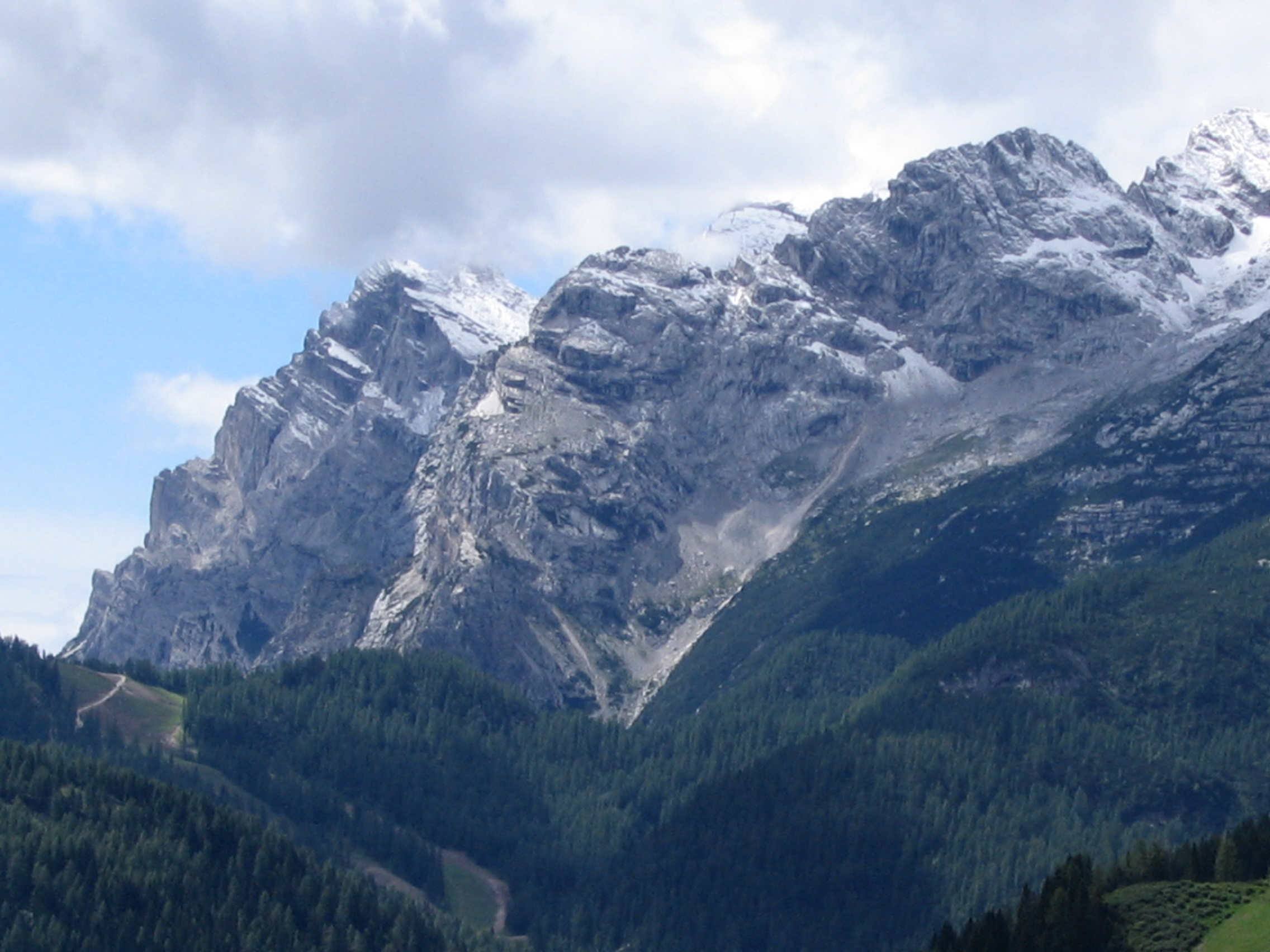
Cima Masenade

La via ferrata Costantini è un itinerario alpinistico molto impegnativo e di lunga durata, che porta a sfiorare la cima della Moiazza sud, a 2 730 metri d'altezza. È considerata una delle vie ferrate più belle delle Dolomiti.

## Accesso
Dal Passo Duran al Rifugio Carestiato (1 834 metri) su sentiero in circa 1 ora, da qui all'attacco della ferrata in 15 minuti circa.

## La via ferrata
L'attacco della ferrata è posto a 1 900 metri di altezza e fin dai primi passaggi si intuisce il carattere della via: assai impegnativa. Data la considerevole lunghezza della via (8 h circa e 1100 metri di dislivello dall'attacco) è consigliabile affrontarla solo con ottime condizioni meteorologiche nonché con il dovuto livello di preparazione fisica (per escursionisti esperti e molto allenati).

## Discesa
Per la discesa (Van dei Cantoni), lunga circa 800 m per via ferrata, si devono affrontare rocce lisce e molto ripide. Dalla Forcella delle Nevere, a incrociare l'Alta via n. 1, fino al Rifugio Carestiato, circa 2,15 ore.

## Punti di appoggio
- Rifugio Carestiato
- Rifugio Mario Vazzoler
- Bivacco Ghedini, alla Forcella delle Nevere, 2 575 metri
- Bivacco Grisetti nel Vant de Moiazza

## Altre ferrate nella zona
- Via ferrata degli Alleghesi
- Via ferrata Tissi